# Zamarada lepta
Zamarada lepta là một loài bướm đêm trong họ Geometridae.